# Лозен (област София)
Вижте пояснителната страница за други значения на Лозен.
Лòзен е село в Западна България, област София-град, Столична община, част от район Панчарево. Създадено е чрез обединяване на бившите села Горни Лозен и Долни Лозен през 1955 г. То е най-голямото село в България по население с настоящ адрес – 6230 души, и второ по население с постоянен адрес – 6066 жители към 15 март 2024 г.

## География
Селото се намира на 18 км югоизточно от столицата София, край автомагистрала „Тракия“. На север граничи с Казичене, на изток със с. Нови хан, на запад граничи със село Герман, а на юг с Лозенската планина. Разположено е в полите на Лозенската планина, сред най-високите стопанско усвоени части. Надморската височина на селото е от 643 до 775 метра.
Климатът в Лозен е умереноконтинентален субхумиден с добре изразени годишни сезони. Средните годишни температури на въздуха са –1 °C през януари до 30 °C през юли. Средните годишни температури са отрицателни от началото на декември до средата на февруари. От второто десетдневие на юни до средата на септември температурите са над 20 °C.
Годишният ход на валежите има ясно изразен континентален характер – зимните валежи (100 – 120 мм) са значително по-малко от летните (120 – 180 мм). През селото протичат 6 малки рекички, чийто малък отток се засилва със снеготопенето и намалява през пролетно-летните месеци.
Почвите около Лозен са няколко вида: по високите склонове на планината те са канелени-горски, в подножието на планината са алувиални и алувиално-ливадни, а на територията на самото село и под него са ливадно-канелени почви. Алувиалните и алувиално-ливадните почви имат песъчливо глинест състав, който, благоприятстван от плитките подпочвени води, създава благоприятни условия за развитието на земеделски култури. Растителната покривка в Лозен е изключително разнообразна, което се дължи на местните екологични условия и на влиянието на човешката дейност върху растителността.
Както климатът, така и сложният релеф са първостепенните природни фактори за разнообразната флора и фауна на района. На териториите, които сега са заети от селскостопански култури, има тревисти видове като садина, белизима, луковична ливадина и др. Разновидностите на садината включват голям брой съпътстващи видове като метлица, очеболец, власатка, детелина и др. По тези места често се срещат представители на дървесна и храстова растителност, които са остатъци от съществувалите някога горски и храстови общества. Доста често срещани са зимен дъб, цер, глог и др. Над 800 – 900 м надм. височина виреят гори от зимен дъб, трепетлика, габър, а на по-голяма височина и дъб. В най-ниските територии по-широко разпространение имат върби, тополи и акация. Животинският свят е представен от малко на брой видове. От земноводните се срещат жълтокоремна буика, голяма водна жаба и по-рядко дъждовник. Дребните гризачи са представени от обикновената полевка, а бозайниците – таралежи и зайци.
Село Лозен се намира в полите на Лозенската планина. Макар и невисока, планината предлага красиви гледки в далечина към Витоша, Плана, Рила, Вакарелска планина, Стара планина, както и цялото Софийско поле. От най-панорамният връх Половрак се вижда язовир „Искър“. Най-високят връх на Лозенска планина е връх Попов дял, той е обрасъл с гъста гориста растителност и от него не се открояват панорамни гледки.
Туристическата база в Лозенска планина е много бедна. Хижи липсват, а единственият туристически заслон е „Синаница“, намиращ се под поляните в м. Дърводелеца, високо над р. Искър. Отворено за ползване е преддверието на Ловната жижа. Има няколко открити заслона (тип навес) – Голия рид, Ловния заслон под връх Раковичка могила, заслон Половрак под едноименния връх, заслон Урвич в едноименната местност над обиколната пътека. 2-те лентови маркировки (червена и жълта), започващи от Лозен през връх Половрак до селата Долни Пасарел и Кокаляне, са положени през лятото на 1999 г. По-стара е синята лентова маркировка по почвения път от Долни Пасарел по река Ракита за село Габра.
Добавената стойност в село Лозен идва от прекрасните природни условия. Северните склонове на Лозенска планина са полегати, а самото село не е така силно притиснато в студените баири. Това се отразява в по-голяма продължителност на слънчевото греене в сравнение с кварталите разположени по северните склонове на Витоша например. Същевременно действието на местните ветрове, които се активизират във вечерните часове носят свеж и чист въздух от планината. Осезаемо качествата на въздуха, особено през летните месеци са много по-добри. Селото е разположено в пояса между 650 и 750 м н.в., което е още един от факторите за по-добрите качества на атмосферния въздух, по-малкото количество на дните с мъгла (въпреки отоплението на твърдо гориво, което е много разпространено в селото) и отсъствието на смогови явления.

### Забележителности
Сред най-известните забележителности на Лозен е подходът към Лозенска планина, съчетаващ широколистни и иглолистни гори, поляни и пасища, с прекрасни условия за пикник, а умереното превишение на надморската височина предоставя възможност за предприемането на не много натоварващи излети. Маркирани са пешеходни маршрути, като по маршрута свързващ с. Лозен и Долни Пасарел е изградена през 2011 година от Асоциация „ЕИКИ“, в партньорство със СО и финансовата подкрена на ЕС – Еко пътека „Лозенска планина“. Неизменни забележителности на покрайните на селото са манастирите „Св. Спас“, „Св. Димитър“, „Св. св. ап. Петър и Павел“, в самото село има три действащи черкви, между които е и най-новата „Св. Атанасий“, изградена с активната работа на Свещеноиконом Цанко и Църковното настоятелство към храма „Св. Николай Мирликийски“. Средствата за строителството на храма са изцяло от дарения на частни лица, извършва се изографисването на храма по програма „Култура“ на Столична община.

## История
Храмът „Св. Мъченик Георги“ в Долни Лозен е реставриран от катедра „Реставрация“ на Националната художествена академия със средства, събрани от жителите на селото.
За село Горни Лозен разказват, че е основано от юнак, надвил „чер арапин“ и спечелил свободата на свои сънародници. За Долни Лозен разказват, че е основан от преселници, живеещи в местността Селище (Новиханско). Местните хора разказват също, че селата са основани от двамата братя Лозанови, които се скарали и разделили заради стадото, което пасяли заедно.
В историческите извори село Лозен се споменава още от турско време. Скоро след това манастирът е разрушен и е възроден отново през XVII в.
Непосредствено след Деветосептемврийския преврат от 1944 година в Долни Лозен се стига до един от най-тежките инциденти при установяването на новия режим – Георги Дървингов, син на Петър Дървингов, командир на батарея в 4-ти дивизионен артилерийски полк не позволява замяната на българското знаме в общината и комендантството в Долни Лозен с червено, и след като е нападнат от въоръжени комунисти, стреля по тях с картечница, при което загиват трима местни жители, той самият и още един войник.
Указ № 317 (обн. 13 декември 1955 г.), обединява селата Горни Лозен и Долни Лозен в ново село, наречено Лозен.

## Население
Численост на населението според преброяванията през годините:
| \| Година на преброяване \| Численост \| \| --------------------- \| --------- \| \| 1934 \| 4634 \| \| 1946 \| 4777 \| \| 1956 \| 4958 \| \| 1965 \| 5578 \| \| 1975 \| 5714 \| \| 1985 \| 5606 \| \| 1992 \| 5421 \| \| 2001 \| 5751 \| \| 2011 \| 6312 \| \| 2021 \| 6687 \| |           |
| Година на преброяване | Численост |
| 1934 | 4634      |
| 1946 | 4777      |
| 1956 | 4958      |
| 1965 | 5578      |
| 1975 | 5714      |
| 1985 | 5606      |
| 1992 | 5421      |
| 2001 | 5751      |
| 2011 | 6312      |
| 2021 | 6687      |

## Управление
На парламентарните избори през октомври 2024 година най-много гласове в селото получават ГЕРБ – СДС (36%), „Продължаваме промяната – Демократична България“ (ПП-ДБ) (20%), „Възраждане“ (14%), „Има такъв народ“ (7%), „Морал, единство, чест“ (МЕЧ) (7%) и „БСП – Обединена левица“ (5%), като значително над средния си резултат за страната имат ГЕРБ – СДС, ПП-ДБ и МЕЧ.

## Инфраструктура

### Транспорт
Селото се обслужва от 2 автобусни линии на столичния Център за градска мобилност: 5 и 7.
Автобус 5 свързва селото с метростанция „Цариградско шосе“ и автостанция „Гео Милев“ в София, за половин час. Автобусната линия е една от най-редовните крайградски линии в цялата страна – движи се целодневно на интервал от 15 минути в делник, в предпразник и празник на 30 минути.
Автобус 7 – линията работи само в делнични дни на интервал от 2 – 3 часа и свързва селото с гара Верила – посока Елин Пелин и гара Искър в столицата.
До януари 2018 г. селото се е обслужвало и от частна мартшрутна линия 37.

### Лозенска екопътека
През 2010 г. Асоциация „Европейски инициативи за култура и изкуство“ съвместно с районната администрация на район Панчарево стартира изпълнението на проект „Зелена пътека за Европа“, финансиран от Столичната община по „Програма Европа – граждански проекти и европейски практики“.
Проектът се изпълнява на територията на район „Панчарево“ и има за цел да допринесе за подобряване качеството на живот на жителите и гостите на района и да разшири възможностите за отдих и екотуризъм на територията на общината. Неговата продължителност е 5 месеца, като през този период са изпълнени дейности по продължението на съществуващ пешеходен маршрут от с. Лозен до вилната зона край язовир „Искър“ с дължина около 11 километра.
По протежението на пътеката са поставени 10 пейки за отдих, изработени от естествени материали. Обособена е зона за пикник с капацитет 25 души, на която има обезопасено място за палене на огън, пейки, маси, барбекю и други удобства за желаещите да се разходят и отдъхнат сред природата. В подножието на връх Половрак е изградена беседка, където туристите могат да си отдъхнат или да се подслонят при лошо време. По маршрута са монтирани насочващи табели с информация за местоположението и туристическа маркировка. На входовете на екопътеката от двете страни на маршрута са изградени информационни арки и табели. Във връзка с изграждането на екопътаката е отрамонтирана Матейната чешма в подножието на връх Ланина могила. Направени са 2 отводнявания по маршрута, за да се осигури безпроблемното преминаване на туристите.
Първата екопътека през Лозенска планина може да се ползва целогодишно. Маршрутът на екопътеката преминава през интересни местности, а особен интерес представлява манастирът „Св. Спас“, който е опорна точка в маршрута на пътеката.

## Култура
Редовни културни събития в Лозен са фолклорни обичаи като Лазаруване, Тодорова седмица и др.
Манастирът „Свети Спас“ е разположен на 5 км югоизточно от бившето софийско село Долни Лозен (днес източната част на село Лозен), дълбоко в недрата на Лозенската планина под връх Половрак (1182 м), върху естествена тераса с прекрасен изглед към по-голямата част от Софийското поле. Лозенският манастир, съграден най-вероятно през епохата на Второто българско царство, е представлявал най-източната обител от основания през 13 век грандиозен манастирски комплекс Софийска Мала Света гора. Манастирът е познат с името „Свети Спас“ според народното название за деня на Възнесение Господне, т.е. Спасовден.
Манастирът „Св. Апостоли Петър и Павел“ е разположен на около 3 км северно от с. Лозен и на 300 м северно от автомагистрала „Тракия“. Манастирът е действащ, девически и е осветен 2005 г.

## Известни личности
Родени в Лозен
- Стоимен Алексов, български революционер от ВМОРО, четник на Васил Аджаларски[8]
- Стоян Алексов, български революционер от ВМОРО, четник на Трифун Аджаларски[9]
- Снежана Борисова (р. 1955), певица

## Галерия
- Църквата „Свети Атанасий“ в Лозен
- Църквата „Свети Николай“ в селото
- Църквата „Свети Николай“ с двора
- Детска градина в селото